# Gare de Muikamachi
La gare de Muikamachi (六日町駅, Muikamachi-eki) est une gare ferroviaire de la ville de Minamiuonuma, dans la préfecture de Niigata au Japon. Elle est exploitée conjointement  par les compagnies JR East et Hokuetsu Express.

## Situation ferroviaire
La gare est située au point kilométrique (PK) 111,8 de la ligne Jōetsu. Elle marque le début de la ligne Hokuhoku.

## Histoire
La gare a été inaugurée le 18 novembre 1923.

## Service des voyageurs

### Accueil
La gare dispose d'un bâtiment voyageurs, avec guichets, ouvert tous les jours.

### Desserte
- Ligne Jōetsu :

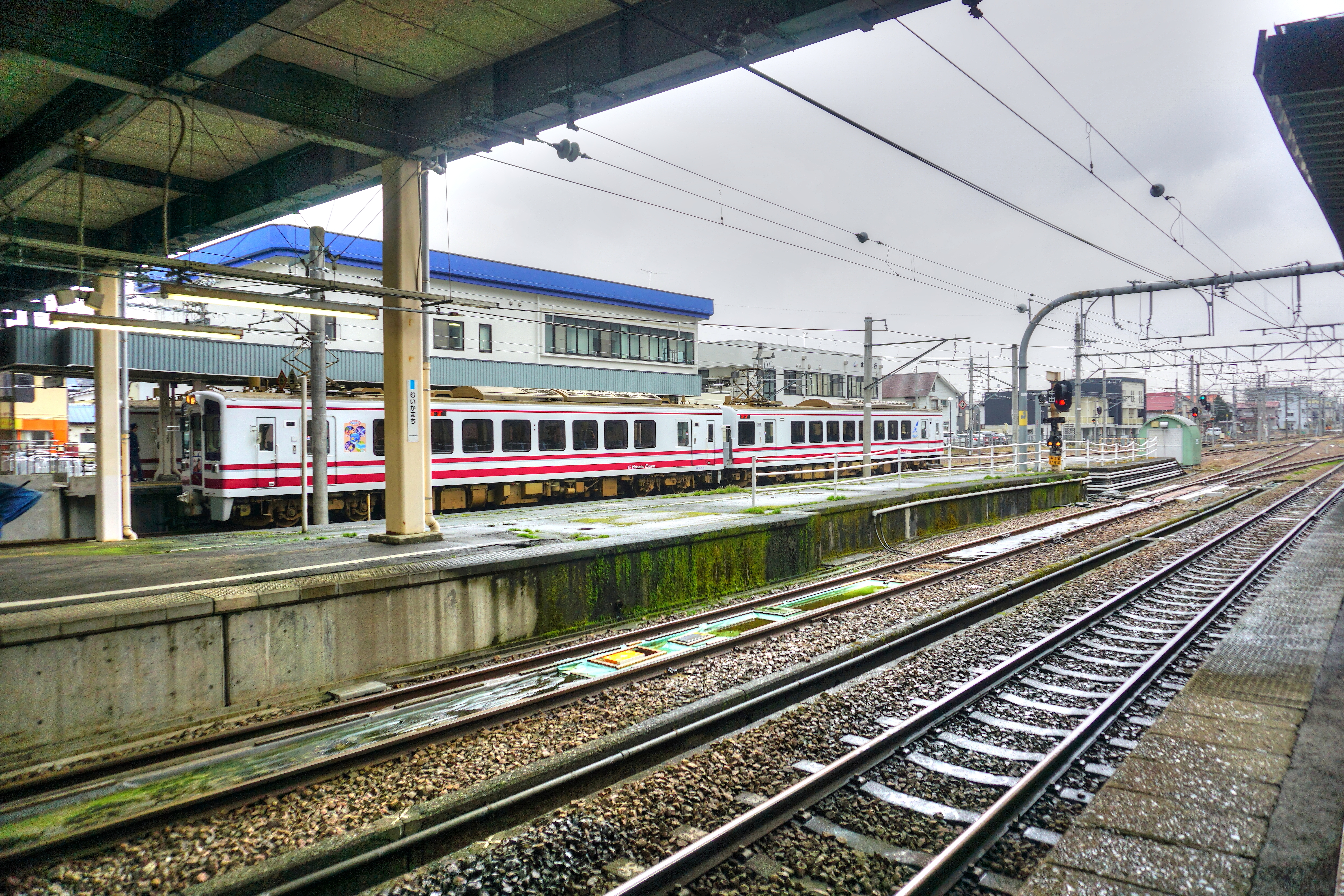
Vue des quais

  - voies 1 et 4 : direction Echigo-Yuzawa et Minakami
  - voie 3 : direction Nagaoka et Niigata
- Ligne Hokuhoku :
  - voie 5 : direction Tōkamachi et Naoetsu